# Гатика (Ленинградская область)
Гатика — деревня в Глажевском сельском поселении Киришского района Ленинградской области.

## История
Впервые упоминается в Писцовой книге Водской пятины 1500 года как деревня Гатик в Солецком на Волхове погосте Новгородского уезда.
Как деревня Гатики, состоящая из 30 крестьянских дворов, она обозначена на карте Санкт-Петербургской губернии Ф. Ф. Шуберта 1834 года.

ГАТИГА — деревня принадлежит подполковнику Зеленину, генерал-майору Корсакову и юнкеру Унковскому, число жителей по ревизии: 74 м. п., 84 ж. п. (1838 год)

Как деревня Гатики из 30 крестьянских дворов она обозначена на «Специальной карте западной части России» Ф. Ф. Шуберта 1844 года.

ГАТИКА (ГАТИКИ) — деревня владельческая при реке Оломне и колодцах, число дворов — 30, число жителей: 103 м. п., 120 ж. п.; Часовня православная. (1862 год)

В 1869 году временнообязанные крестьяне деревни выкупили свои земельные наделы у В. К. Корсакова и стали собственниками земли.
В 1872—1875 годах временнообязанные крестьяне выкупили свои земельные наделы у М. Ф., Н. М., М. М. Зелениных и Е. М. Кимбар.
Сборник Центрального статистического комитета описывал её так:

ГАТИКА (ГОТИКА) — деревня бывшая владельческая, дворов — 59, жителей — 191; Часовня, лавка. (1885 год)

Согласно материалам по статистике народного хозяйства Новоладожского уезда 1891 года одно имение при селении Гатики площадью 341 десятина принадлежало крестьянину И. П. Сысоеву, имение было приобретено частями в 1882 и 1885 годах за 7326 рублей, второе имение площадью 127 десятин принадлежало местному крестьянину Ф. Фёдорову, имение было приобретено частями в 1868 и 1874 годах за 1100 рублей, третье имение площадью 760 десятин принадлежало купцу И. И. Якушеву, имение было приобретено в 1885 году за 10 000 рублей.
В конце XIX — начале XX века деревня административно относилась к Глажевской волости 5-го земского участка 1-го стана Новоладожского уезда Санкт-Петербургской губернии.
По данным «Памятной книжки Санкт-Петербургской губернии» за 1905 год деревня Гатика образовывала Гатицкое сельское общество.

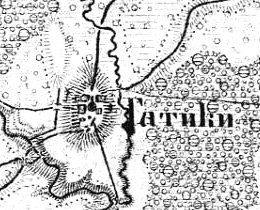
Деревня Гатика на карте 1915 года

Согласно карте Петроградской и Новгородской губерний 1915 года деревня называлась Гатики, в деревне находилась ветряная мельница и часовня.
С 1917 по 1924 год деревня Гатика входила в состав Гатиковского сельсовета Глажевской волости Волховского уезда.
С 1924 года в составе Оломенского сельсовета.
Согласно данным переписи населения СССР 1926 года в деревне Гатико проживали 279 человек — все русские. 
С 1927 года в составе Андреевского района.
В 1928 году население деревни Гатика составляло 282 человека.
С 1931 года в составе Киришского района.
Согласно карте Ленинградской области Северо-западного аэрогеодезического треста ГГУ издания 1932 года деревня насчитывала 32 крестьянских двора.
По данным 1933 года деревня Гатика входила в состав Оломенского сельсовета.

План деревни Гатика. 1937 год

Согласно топографической карте РККА 1937 года деревня насчитывала 57 крестьянских дворов.
Согласно переписи населения СССР 1939 года в деревне Гатика проживали 87 мужчин и 108 женщин, всего 195 человек.
С 1963 года в составе Волховского района.
С 1965 года вновь составе Киришского района.
По данным 1966 и 1973 годов деревня Гатика также входила в состав Оломенского сельсовета.
По данным 1990 года деревня Гатика входила в состав Глажевского сельсовета.
В 1997 году в деревне Гатика Глажевской волости проживали 18 человек, в 2002 году — также 18 (все русские).
В 2007 году в деревне Гатика Глажевского СП проживали 4 человека, в 2010 году — также 4.

## География
Деревня расположена в северо-западной части района на автодороге 41К-551 (Подсопье — Гороховец).
Расстояние до административного центра поселения — 10 км.
Расстояние до ближайшей железнодорожной станции Глажево — 12 км.
Деревня находится на правом берегу реки Россомуха.

## Демография
| 1838 | 1862 | 1885 | 1928 | 1997 | 2002 | 2007 |
| ---- | ---- | ---- | ---- | ---- | ---- | ---- |
| 158  | ↗223 | ↘191 | ↗282 | ↘18  | →18  | ↘4   |
| 2010 | 2017 |      |      |      |      |      |
| →4   | ↗7   |      |      |      |      |      |

### Национальный состав
Согласно данным Всероссийской переписи населения 2021 года в деревне проживали 14 человек, все русские.